# Yahagi-gawa
Pour les articles homonymes, voir Yahagi.
Le fleuve Yahagi (矢作川, Yahagi-gawa) est un fleuve japonais naissant dans la préfecture de Nagano, puis traversant les préfectures de Gifu et d'Aichi, avant de se jeter dans la baie de Mikawa.

## Histoire
Il fut le théâtre de deux batailles, en 1181 puis en 1336.